# Distrito de Nishiuwa
Nishiuwa (西宇和郡, Nishiuwa-gun) é um distrito localizado em Ehime Prefecture, Japão.
Em 2007, o distrito tem uma população estimada em 12.304, com uma área total de 94,34 quilômetros quadrados.
O distrito consiste em uma cidade.
- Ikata

## História
- De acordo com as reformas agrárias de 1878, o distrito foi fundado após a interrupção do distrito de Uwa. (1 cidade, 22 aldeias)
- Fevereiro de 1898 - A vila de Hirano foi transferida para o distrito de Kita (agora a cidade de Ōzu). (1 cidade, 21 aldeias)
- 1º de agosto de 1914 - A vila de Kawanoishi ganhou o status de cidade. (2 cidades, 20 aldeias)
- 3 de setembro de 1921 - A vila de Mikame ganhou status de cidade. (3 cidades, 19 aldeias)
- 1º de julho de 1928 - A vila de Kamiyama ganhou status de cidade. (4 cidades, 18 aldeias)
- 1º de janeiro de 1930 - A vila de Yanozaki se fundiu na cidade de Yawatahama. (4 cidades, 17 aldeias)
- 11 de fevereiro de 1935 - As aldeias de Senjō, Shitada e a cidade de Kamiyama se fundiram na cidade de Yawatahama. (2 cidades, 15 aldeias)
- 1º de janeiro de 1955 - As aldeias de Nikifu, Mishima, Izumi e partes de Fukigawa, na vila de Futaiwa, se fundiram na cidade de Mikame. (2 cidades, 13 aldeias)
- 1º de fevereiro de 1955 - As aldeias de Futaiwa (excluindo partes), Hizuchi, Maana e Kawakami se fundiram na cidade de Yawatahama. (2 cidades, 9 aldeias)
- 31 de março de 1955
  - As aldeias de Isotsu, Miyauchi, Kawanoishi e Kisuki se fundiram para se tornar a cidade de Honai . (2 cidades, 6 aldeias)
  - As aldeias de Ikata e Machimi se fundiram para se tornar a cidade de Ikata. (3 cidades, 4 aldeias)
  - As aldeias de Kanmatsu e Misaki se fundiram para se tornar a cidade de Misaki. (4 cidades, 2 aldeias)
- 1º de junho de 1956 - As aldeias de Mitsukue e Yotsuhama se fundiram para se tornar a cidade de Seto. (5 cidades)
- 1º de abril de 2004 - A cidade de Mikame se fundiu com as cidades de Uwa, Nomura, Akehama e Shirokawa do distrito de Higashiuwa para formar a cidade de Seiyo. (4 cidades)
- 28 de março de 2005 - A cidade de Honai se fundiu com a cidade de Yawatahama. (3 cidades)
- 1º de abril de 2005 - As cidades de Seto e Misaki se fundiram na cidade de Ikata. (1 cidade)